# Ruben Smith
Ruben Smith (né le 15 avril 1987 à Stavanger en Norvège) est un joueur professionnel norvégien de hockey sur glace qui évolue au poste de gardien de but. Il évolue dans le championnat senior de son pays depuis 2005 remportant le titre de champion à plusieurs reprises : 2008, 2012, 2013, 2014 et 2015. Avec l'équipe des Stavanger Oilers, il gagne la finale de la Coupe continentale 2013-2014.

## Biographie

### Avec les Storhamar Dragons
Ruben Smith est né le 15 avril 1987 à Stavanger, ville de l'ouest de la Norvège ; son père étant originaire d'Écosse, il a la double nationalité. Même si la ville possède une équipe de hockey depuis des années, il rejoint l'équipe des Storhamar Dragons à l'âge de 15 ans. Il fait ses débuts avec l'équipe des moins de 19 ans en 2002-2003 en participant à une rencontre. Il joue la saison suivante avec l'équipe junior avant de débuter avec l'équipe senior au cours de la saison 2005-2006. Au cours de cette dernière les Dragons perdent en demi-finale du championnat. Il fait également ses débuts avec l'équipe nationale de Norvège pour le championnat du monde junior 2006.
Lors du premier match, la Norvège est opposée aux États-Unis et même si Smith commence la rencontre, il sort au bout d'une demi-heure de jeu après avoir accordé six buts aux adversaires ; la Norvège s'incline finalement 11-2. La Norvège joue son deuxième match dès le lendemain et s'incline une nouvelle fois sur le score de 2-0 contre la Suisse ; le deuxième but est inscrit en fin de match, Smith étant sur le banc pour avoir un attaquant supplémentaire. Il est désigné meilleur joueur de son équipe. Derniers du groupe après une nouvelle défaite contre le Canada, la Norvège doit jouer la poule de maintien et ils perdent une nouvelle fois les deux rencontres et sont relégués en division 1 pour le championnat suivant.
Smith partage sa saison 2006-2007 entre l'équipe première et l'équipe 2 qui évolue en deuxième division. Deuxièmes de l'élite, les Dragons se qualifient pour le premier tour puis éliminent en demi-finale les Stavanger Oilers alors que Smith garde les buts de son équipe. Ils perdent la finale en cinq rencontres contre Vålerenga Ishockey, l'équipe la plus titrée de l'histoire de la Norvège.
En décembre, Smith est appelé avec l'équipe de Norvège pour participer au championnat du monde junior 2007. Le groupe B de la division 1 est joué en Italie et la Norvège s'incline dès le premier match sur le score de 4-3 contre la Grande-Bretagne. Smith enregistre sa première victoire internationale en compétition officielle le 12 décembre 2006 quand son pays bat la France sur le score de 4-3 en prolongation. Il permet à son équipe de battre l'Italie et d'assurer son maintien en division 1 au détriment des Italiens, organisateurs du tournoi.
Au cours de la saison suivante, Smith prend la place de Jonas Norgren en tant que titulaire dans les buts de l'équipe. Cette dernière termine quatrième de la saison et affronte dès le premier tour des séries Stavanger. Quatre matchs sont nécessaires aux Dragons pour battre les Oilers et Smith ne laisse passer que trois lancers sur 124 tirs et réalise même un blanchissage au cours de la troisième rencontre. Les Dragons éliminent ensuite les champions en titre pour jouer la finale contre Frisk Asker. Les joueurs de Storhamar remportent leur sixième titre de leur histoire en battant leurs adversaires en six rencontres. Ruben Smith est désigné meilleur joueur des séries. Smith participe après la saison au championnat du monde organisés au Canada. Remplaçant derrière Pål Grotnes et André Lysenstøen, il ne joue que quinze minutes lors du dernier match de l'équipe contre les États-Unis. En effet, Grotnes accord huit buts aux Canadiens avant d'être remplacé en fin de match par le jeune gardien ; ce dernier accordera un dernier but avant la fin de la rencontre. L'équipe de Norvège est qualifiée pour les quarts-de-finale pour la première fois de son histoire mais ils perdent 8-2 après avoir tenu bon près de la moitié de la rencontre.
En 2008-2009, les Dragons se qualifient une nouvelle fois pour les séries et ils éliminent encore une fois l'équipe de la ville natale de Smith au premier tour des séries. Ils sont cependant éliminés en demi-finale par les joueurs du Sparta Sarpsborg. La saison 2009-2010 des Dragons est moins bonne que les précédentes puisqu'ils se qualifient de justesse pour les séries avec la dernière place qualificative. Malgré cette dernière place, l'équipe passe le premier tour mais chute en demi-finale contre Vålerenga. Smith est appelé en sélection nationale pour les Jeux olympiques de 2010 mais il ne joue pas un seul match passant toute la compétition sur le banc. Il participe en fin d'année au championnat du monde mais ne participe qu'à deux rencontres pour 47 minutes de jeu : il rentre en fin de match contre la France et commence la partie contre le Canada. Après 45 minutes de jeu, le Canada mène 10-1 et Smith est remplacé par André Lysenstøen.

### Avec les Stavanger Oilers

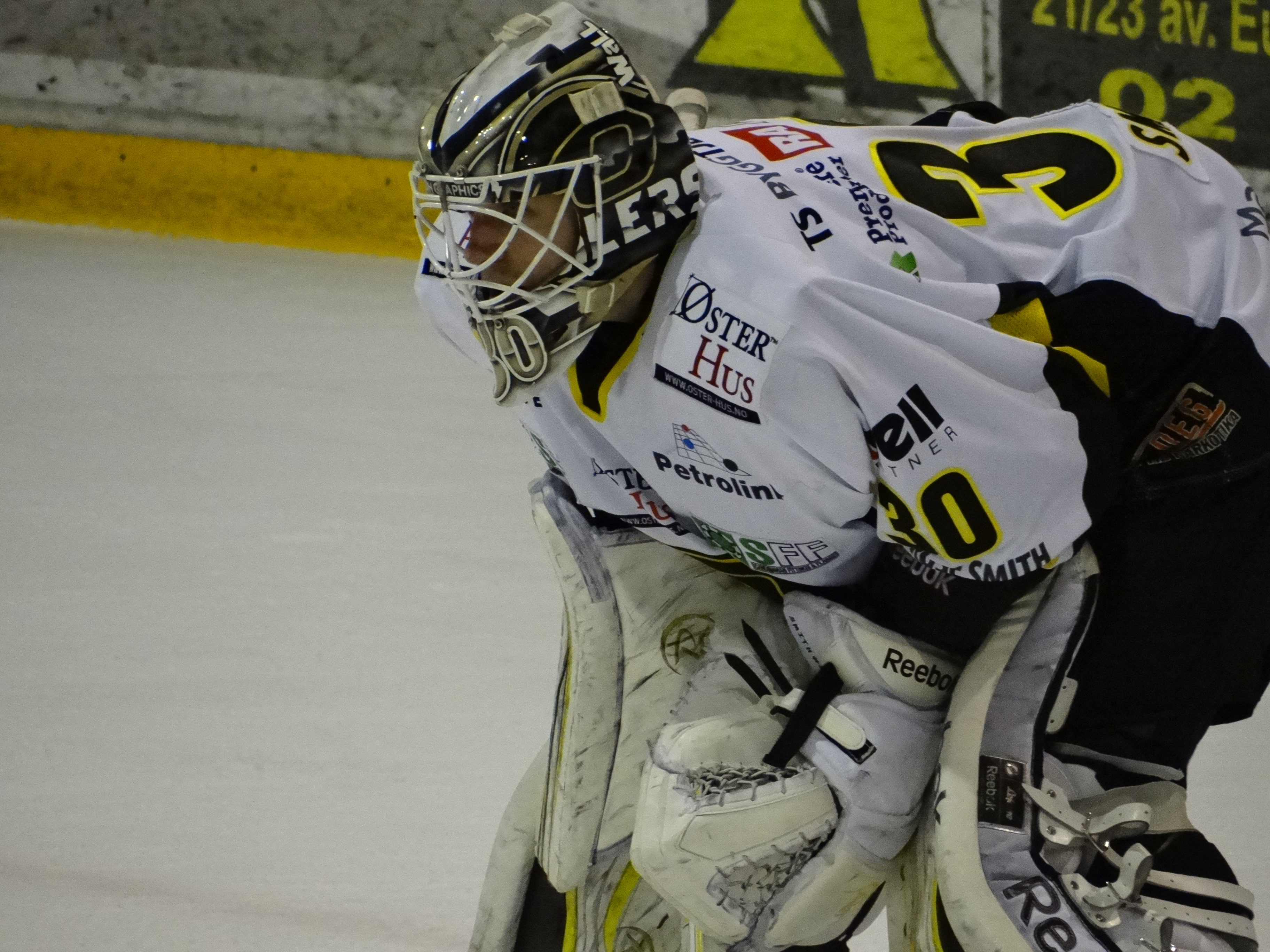
Ruben Smith avec les Stavanger Oilers en 2014

Smith quitte son club formateur au début de la saison 2010-2011 et il rejoint alors Rosenborg IHK, nouvellement promu en élite. Cependant, il ne reste pas longtemps avec sa nouvelle équipe puisque le 21 janvier 2011, il signe un contrat avec l'équipe de Stavanger pour le reste du calendrier. Malgré ce renfort, le champion en titre ne parvient pas à conserver son titre et perd la finale en cinq rencontres contre le Sparta Sarpsborg. La seule victoire des Oilers est un blanchissage 5-0 lors de la deuxième date alors que Sarpsborg réalise deux blanchissages 3–0 pour les quatrième et cinquième rencontres.
Les Oilers terminent la saison 2011-2012 à la première place du classement avec 112 points, soit 21 de plus que leurs dauphins, les joueurs de Lørenskog. Les Oilers éliminent au premier tour des séries Rosenborg en quatre victoires en autant de matchs. Lillehamer subit le même sort en demi-finale dont une défaite avec un blanchissage 3-0 par Smith. Comme la saison passée, la finale oppose le premier et le deuxième de la saison régulière mais cette fois, les Oilers sont favoris et après six rencontres, ils gagnent leur deuxième titre.
Les joueurs de Stavanger finissent la saison 2012-2013 en se classent deuxièmes du championnat, sept points derrière Vålerenga. Frisk Asker puis Lørenskog sont éliminés par Stavanger lors des premiers tours des séries en cinq et six rencontres. La finale oppose donc la meilleure équipe des dernières années à l'équipe la plus titrée, Vålerenga. Six matchs sont nécessaires pour voir les Oilers remporter un troisième titre. Ils remportent ce succès en prolongation par un but de leur vétéran, Snorre Hallem au club depuis 2005.
Comme lors de la saison précédente, les Oilers jouent en novembre la Coupe continentale. Ils jouent la Super finale après avoir remporté le groupe E de qualification. Cette super finale se joue les 10-11-12 janvier 2014 dans la patinoire des Dragons de Rouen. Les Oilers commencent la finale en jouant contre les champions en titre de la coupe, les Donbass Donetsk évoluant en temps normal dans la Ligue continentale de hockey. Les deux équipes ne parviennent pas à se départager avant les tirs de fusillade mais après quatre tireurs, ce sont les champions en titre qui remportent le premier match. Stavanger bat les locaux lors du deuxième match sur le score de 6-2. Lors de ces deux victoires, Smith est à chaque fois désigné meilleur joueur de son équipe. Grâce à une victoire des Dragons face à Donbass aux tirs de fusillade, les Oilers et Smith sont les vainqueurs de la Coupe Continentale. Smith participe à deux des trois rencontres de la finale et il est désigné meilleur gardien du tournoi. Il remporte un quatrième titre de champion de Norvège à l'issue des séries grâce à une victoire en six matchs, dont le dernier par un blanchissage 1-0.

## Statistiques

### En club
| Saison    | Équipe            | Ligue       |    | Saison régulière | Saison régulière | Saison régulière | Saison régulière | Saison régulière | Saison régulière | Saison régulière | Saison régulière |     | Séries éliminatoires | Séries éliminatoires | Séries éliminatoires | Séries éliminatoires | Séries éliminatoires | Séries éliminatoires | Séries éliminatoires | Séries éliminatoires |
| Saison    | Équipe            | Ligue       | PJ | Min              | BC               | Moy              | % Arr            | Bl               | Pun              | A                | PJ               | Min | BC                   | Moy                  | % Arr                | Bl                   | Pun                  | A                    |                      |                      |
| 2005-2006 | Storhamar Dragons | UPC ligaen  | 4  |                  |                  | 0,5              | 97,3             |                  | 0                | 0                | 1                |     |                      | 0                    | 100                  |                      | 0                    | 0                    |                      |                      |
| 2006-2007 | Storhamar 2       | 1. divisjon | 8  |                  |                  | 3,63             | 89,4             |                  | 0                |                  |                  |     |                      |                      |                      |                      |                      |                      |                      |                      |
| 2006-2007 | Storhamar Dragons | GET ligaen  | 21 |                  |                  | 2,23             | 91,1             | 1                | 0                |                  | 13               |     |                      | 2,95                 | 88,2                 |                      | 0                    | 0                    |                      |                      |
| 2007-2008 | Storhamar Dragons | GET ligaen  | 27 |                  |                  | 2,14             | 91,1             |                  | 0                |                  | 14               |     |                      | 1,83                 | 93,7                 |                      |                      |                      |                      |                      |
| 2008-2009 | Storhamar Dragons | GET ligaen  | 33 | 1 893            | 74               | 2,34             | 92,2             | 4                | 4                | 1                | 10               | 561 | 24                   | 2,56                 | 90,7                 | 1                    |                      |                      |                      |                      |
| 2009-2010 | Storhamar Dragons | GET ligaen  | 38 | 2 178            | 104              | 2,87             | 91,0             | 0                | 2                | 2                | 10               | 597 | 30                   | 3,02                 | 90,8                 | 0                    | 2                    | 1                    |                      |                      |
| 2010-2011 | Rosenborg IHK     | GET ligaen  | 25 | 1 395            | 85               | 3,66             | 89,2             | 1                | 2                | 1                | -                | -   | -                    | -                    | -                    | -                    | -                    | -                    |                      |                      |
| 2010-2011 | Stavanger Oilers  | GET ligaen  | 3  | 180              | 4                | 1,33             | 94,4             | 1                | 1                | 1                | 2                | 60  | 0                    | 0                    | 100                  | 0                    |                      |                      |                      |                      |
| 2011-2012 | Stavanger Oilers  | GET ligaen  | 34 | 1 923            | 72               | 2,25             | 91,8             | 3                | 10               | 4                | 13               | 791 | 34                   | 2,58                 | 91,6                 | 1                    | 0                    | 0                    |                      |                      |
| 2012-2013 | Stavanger Oilers  | GET ligaen  | 32 | 1 799            | 72               | 2,40             | 91,0             | 1                | 27               | 1                | 12               | 731 | 38                   | 3,12                 | 89,6                 | 0                    | 0                    | 1                    |                      |                      |
| 2013-2014 | Stavanger Oilers  | GET ligaen  | 26 | 1 496            | 46               | 1,84             | 93,5             | 7                | 2                | 2                | 16               | 985 | 30                   | 1,83                 | 93,1                 | 1                    | -                    | -                    |                      |                      |
| 2014-2015 | Stavanger Oilers  | GET ligaen  | 28 | 1 620            | 54               | 2,00             | 91,4             | 4                | 0                | 0                | 15               | 859 | 31                   | 2,16                 | 91,8                 | 1                    | 0                    | 0                    |                      |                      |
| 2015-2016 | Stavanger Oilers  | GET ligaen  | 15 |                  |                  | 1,41             | 93,8             |                  |                  |                  | 12               |     |                      | 1,56                 | 93,7                 |                      |                      |                      |                      |                      |
| 2016-2017 | Stavanger Oilers  | GET ligaen  | 16 |                  |                  | 2,19             | 90,7             |                  |                  |                  | 0                |     |                      |                      |                      |                      |                      |                      |                      |                      |

### En équipe nationale
| Année | Compétition                 |   | PJ  | Min | BC    | Moy  | % Arr | Bl | Pun                           |  | Résultat |
| 2006  | Championnat du monde junior | 3 | 158 |     | 5,68  | 88,8 | 0     | 0  | Dixième                       |  |          |
| 2007  | Championnat du monde junior | 4 |     |     | 2,74  | 87,6 |       | 0  | 5e de la Division I, Groupe B |  |          |
| 2008  | Championnat du monde        | 1 | 13  |     | 4,51  | 90   | 0     | 0  | Huitième                      |  |          |
| 2010  | Championnat du monde        | 2 | 47  |     | 12,87 | 69,7 | 0     | 0  | Neuvième                      |  |          |

## Trophées et honneurs personnels
- 2007-2008
  - Champion de Norvège
  - Meilleur joueur des séries
- 2011-2012 : champion de Norvège
- 2012-2013 : champion de Norvège
- 2013-2014
  - Vainqueur de la Coupe continentale
  - Désigné meilleur gardien de la finale de la Coupe Continentale
  - Champion de Norvège
- 2014-2015 : champion de Norvège